# Asian dreams (album van Jack Jersey)
Asian dreams is een muziekalbum van Jack Jersey uit 1977.
Asian dreams en She was dynamite verschenen op de A-kant van singles. De eerste werd alleen een hit in Vlaanderen en de tweede ook in Nederland.
Het album bereikte plaats 5 in de LP Top 20, waarin het 20 weken genoteerd stond. Bij Veronica piekte het op nummer 7. Het album bereikte de goud-status.
In Indonesië nam hij de documentaire Asian dreams op waarin hij negen liedjes van deze elpee zingt.

## Nummers
| Nr. | naam                           | schrijver                        | duur |
| --- | ------------------------------ | -------------------------------- | ---- |
| A1  | Asian dreams                   | Jack Clement en Jack de Nijs     | 3:05 |
| A2  | You're the only inspiration    | Jack de Nijs                     | 2:36 |
| A3  | She was dynamite               | Jacques Verburgt en Jack de Nijs | 2:37 |
| A4  | In the arms of her new friend  | Jack de Nijs                     | 3:33 |
| A5  | At the end of it all           | Jack de Nijs                     | 3:01 |
| A6  | Waktoe potong padi             | traditioneel, arr. Jack de Nijs  | 3:17 |
| B1  | Heaven is my woman's love      | S. K. Dobbins                    | 3:25 |
| B2  | My father's house              | Jack de Nijs                     | 3:08 |
| B3  | Step into my heart             | Jack de Nijs en Jacques Verburgt | 4:29 |
| B4  | You're not gonna see me cryin' | Jack de Nijs                     | 3:50 |
| B5  | Sail me across the water       | Jacques Verburgt en Jack de Nijs | 2:19 |
| B6  | Lean on me                     | Jack de Nijs en K. Naar          | 2:23 |

## Elpeepresentatie in Laren
De presentatie van de elpee Asian Dream vond op 18 november 1977 plaats in de Boerenhofstede in Laren. Het evenement werd druk bezocht en ook de Indonesische ambassade kwam met een royale vertegenwoordiging, met onder meer waarnemend ambassadeuur Sudarmo Martonagoro. Onder de aanwezigen bevond zich ook Theo Ordeman die ervoor met Jack Jersey en zijn broer / producent Dick de Nijs naar Indonesië waren gereisd om een televisiespecial op te nemen. Deze werd twee weken later door de AVRO uitgezonden.

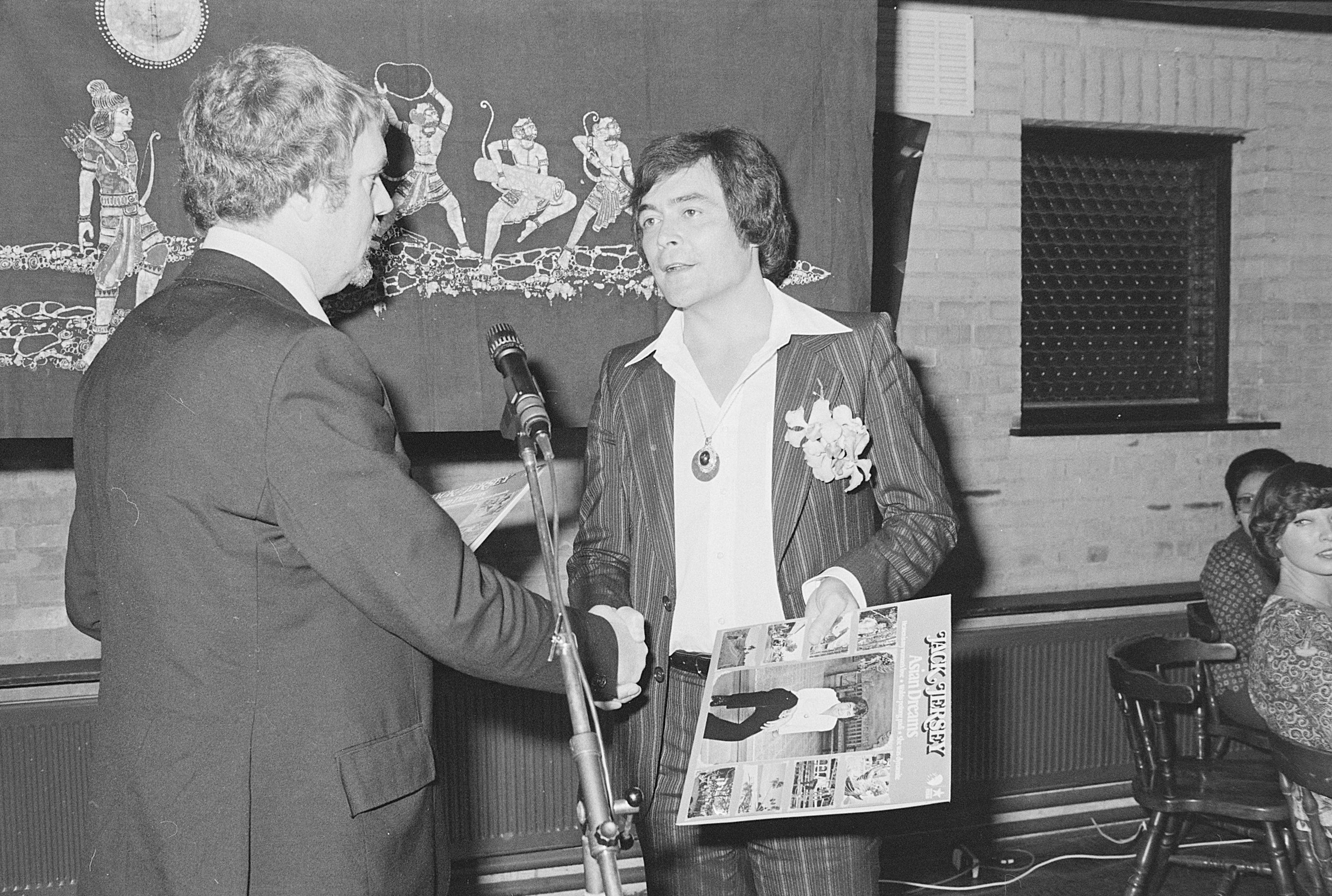
Cees den Daas overhandigt eerste elpee aan Jack Jersey (de Nijs)
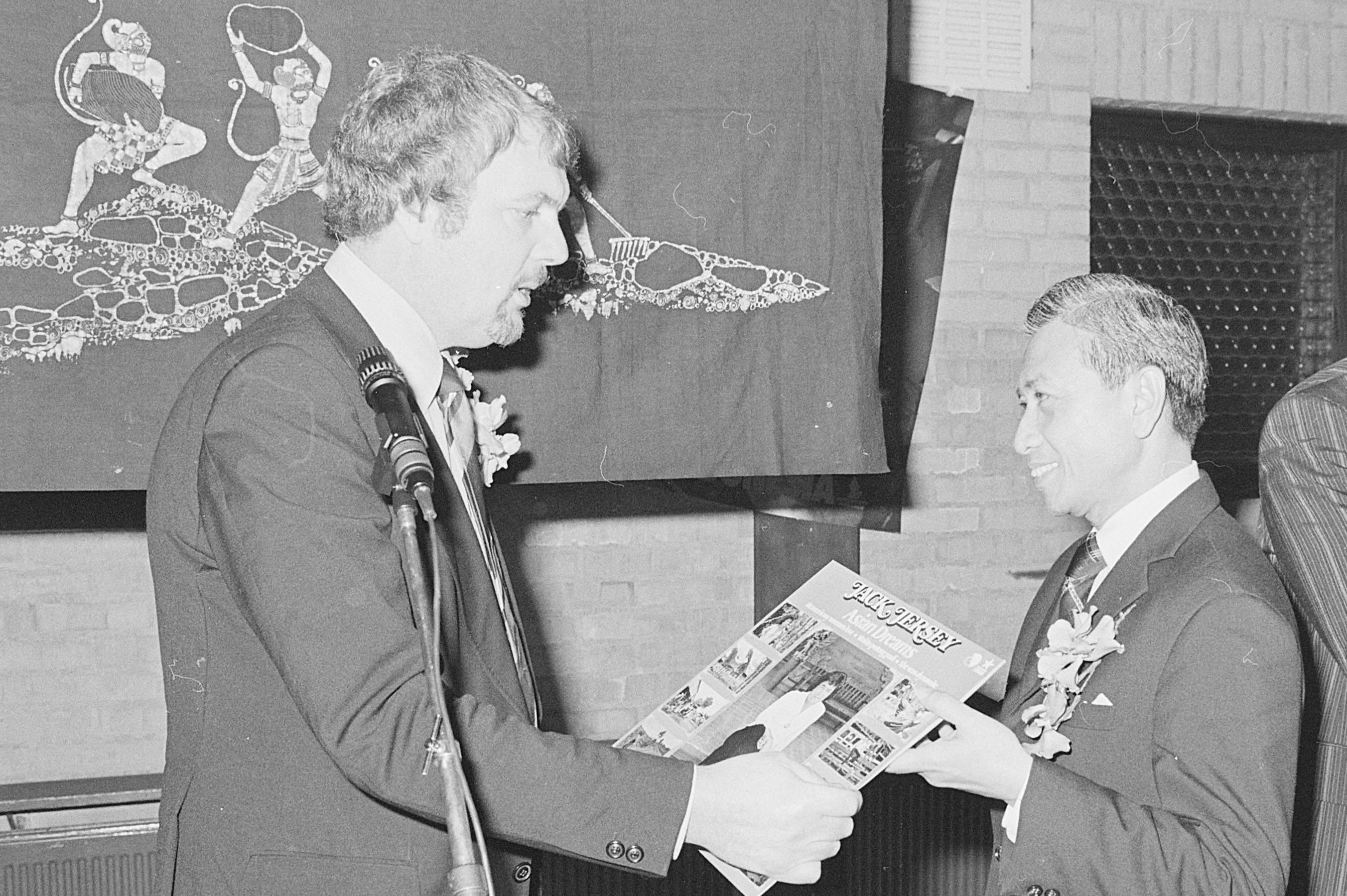
Elpee voor waarnemend Indonesisch ambassadeur Sudarmo Martonagoro
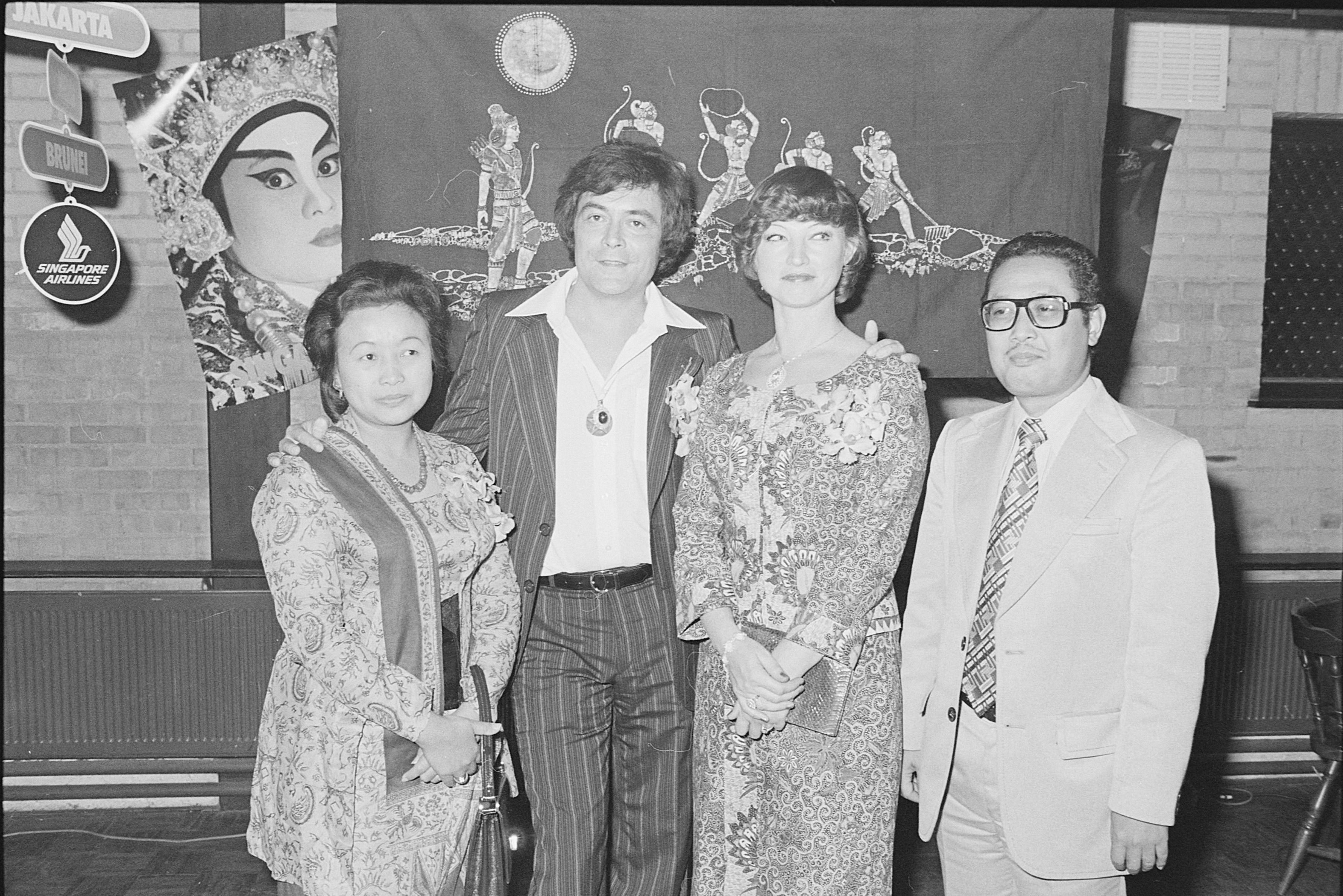
Jack en Elly de Nijs met ambassadegenodigden
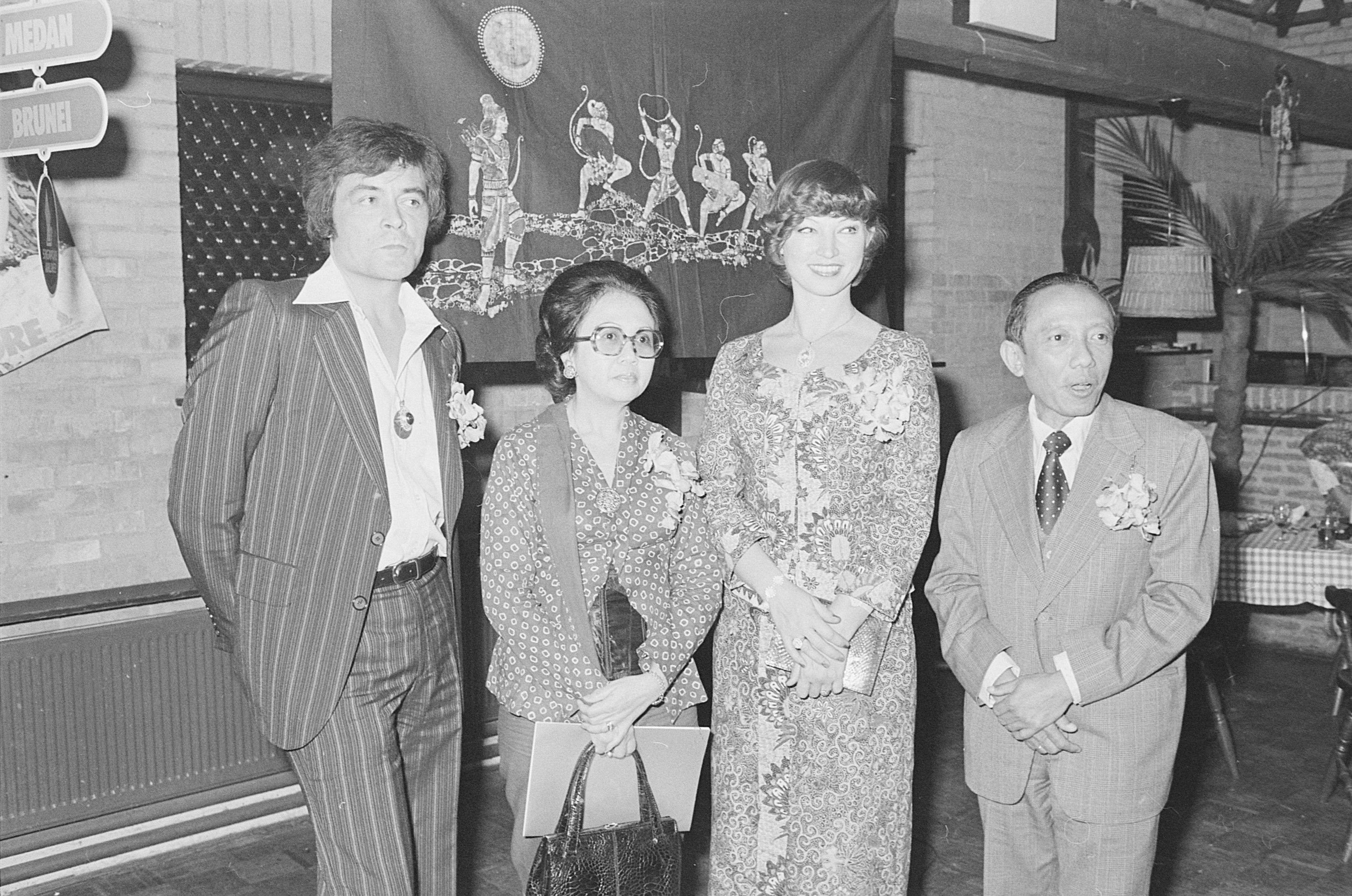
Jack en Elly de Nijs met ambassadegenodigden
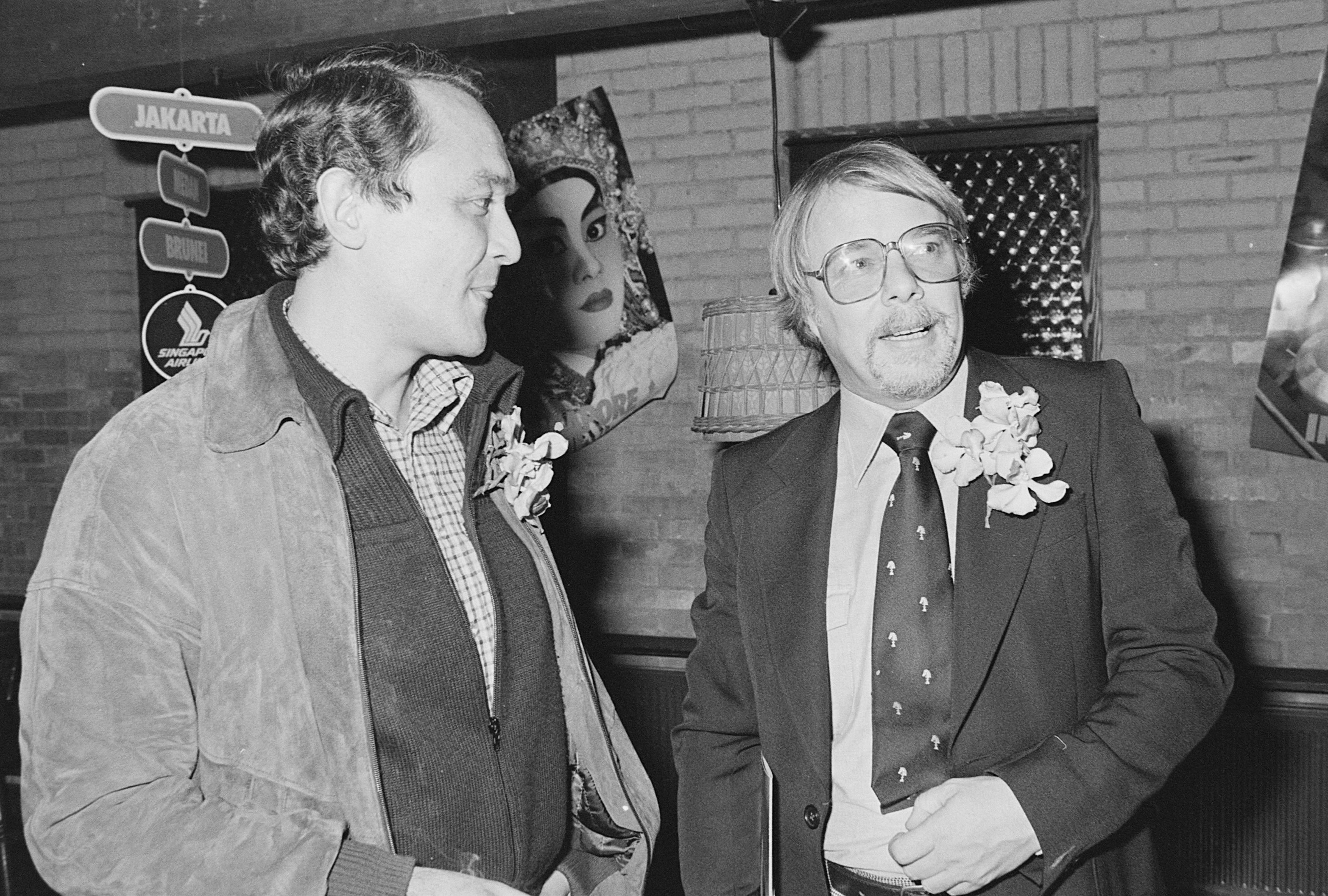
Producent Dick de Nijs en regisseur Theo Ordeman
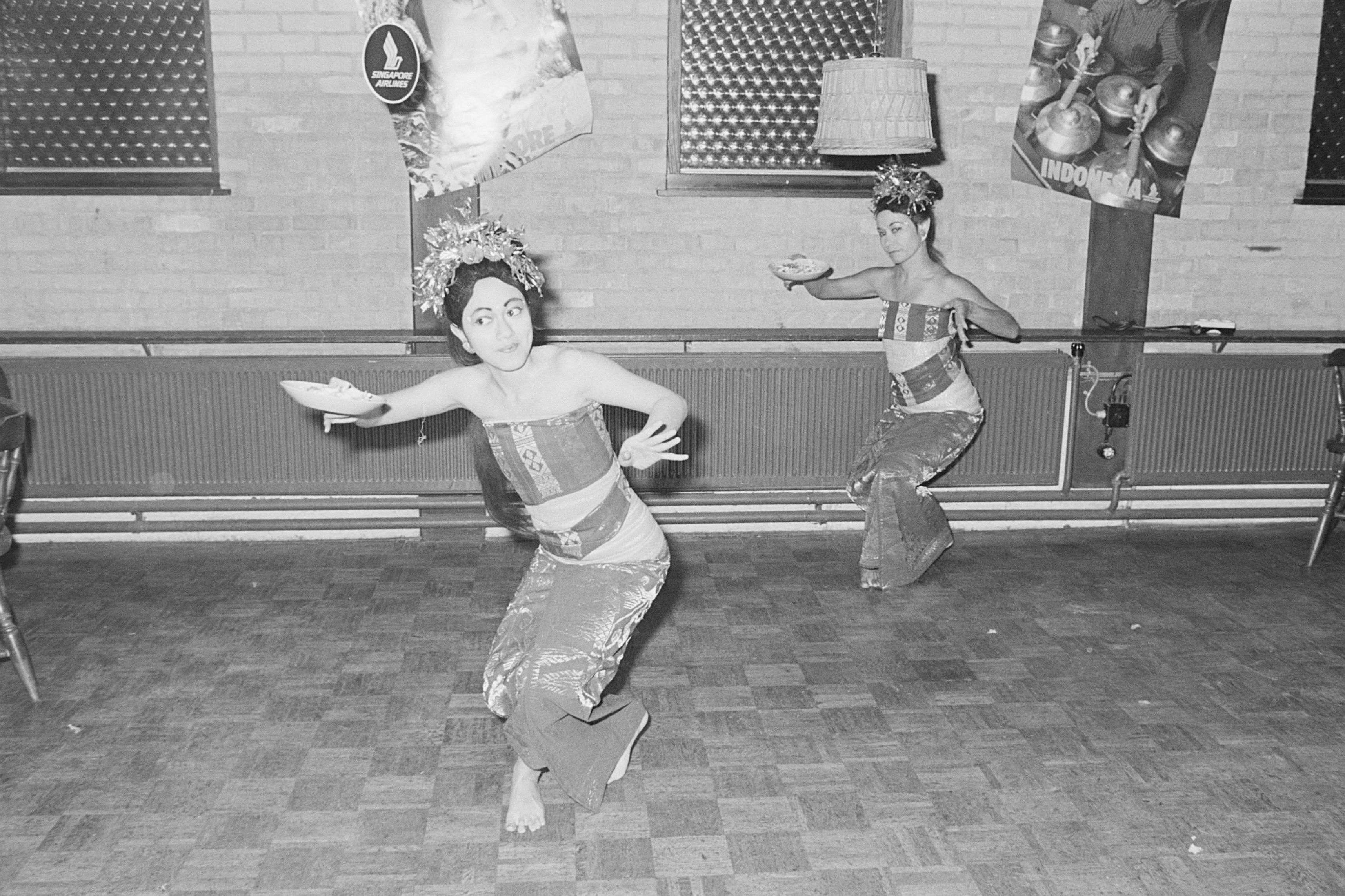
Traditionele Indonesische dansvoorstelling
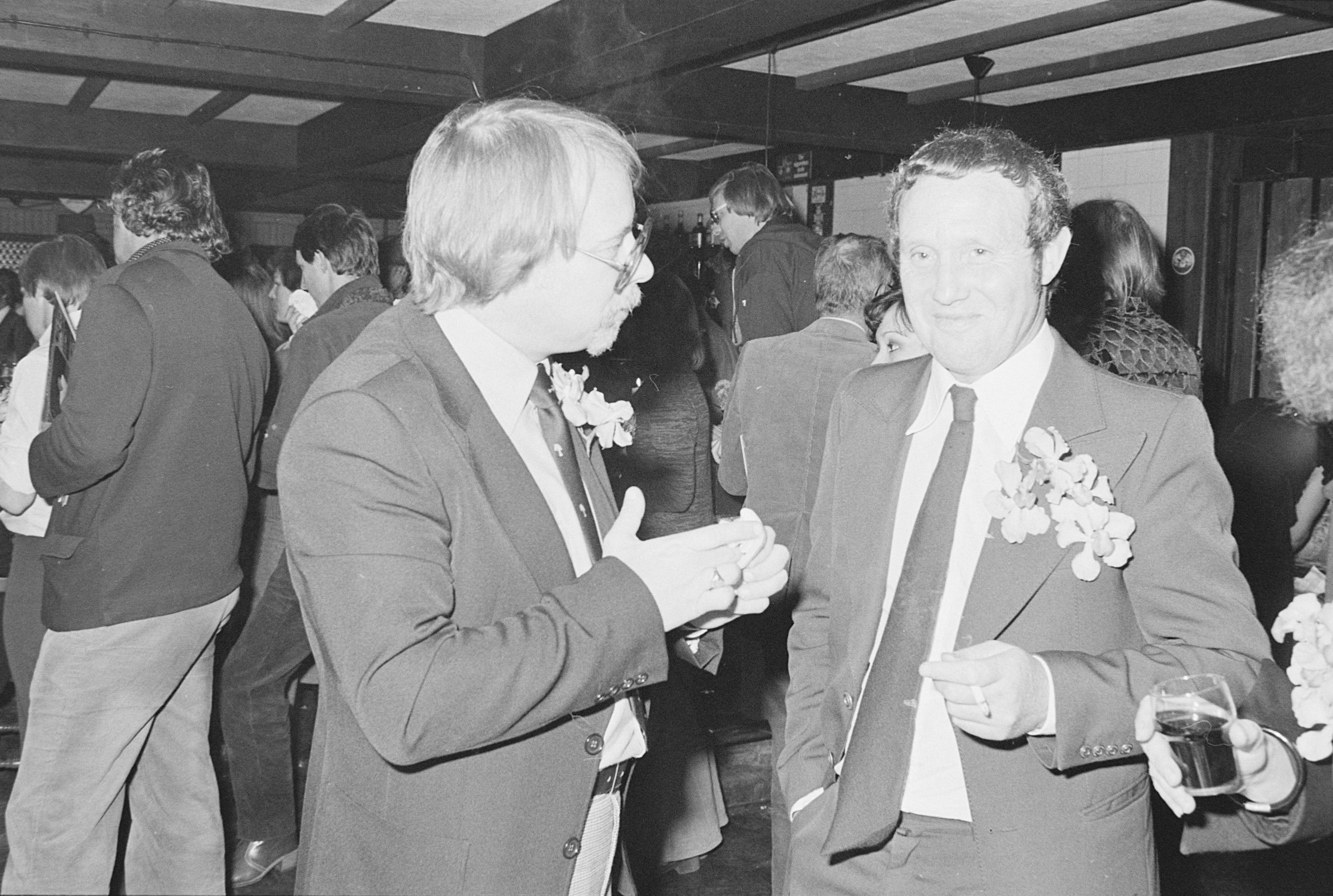
Drukbezochte elpeepresentatie